# Wachsenburggemeinde
Wachsenburggemeinde é uma vila e antigo município da Alemanha localizado no distrito de Ilm-Kreis, estado da Turíngia.

## História
A cidade de Arnstadt é a Erfüllende Gemeinde (português: municipalidade representante ou executante) de Wachsenburggemeinde. Desde 31 de dezembro de 2012, forma parte do município de Amt Wachsenburg.